# Casalini Libri
Casalini Libri è un'azienda italiana di servizi bibliografici e casa editrice. Si occupa di informazione bibliografica, distribuzione di libri e riviste in formato cartaceo e digitale e di servizi per le biblioteche.
Tramite la piattaforma full text Torrossa distribuisce titoli in formato digitale a privati ed enti.

## Storia
Fondata nel 1958 da Mario Casalini (Firenze, 1926 - Fiesole, 1998), l'azienda ha iniziato la sua attività come distributore, per venire incontro alla richiesta di pubblicazioni italiane da parte delle biblioteche statunitensi. Dal 1967 Casalini Libri ha iniziato un servizio di catalogazione delle pubblicazioni accademiche edite in Italia e, successivamente, nell'Europa delle lingue romanze, dando vita nel 1984 a un database, che con gli anni raggiunge circa 1,7 milioni di titoli.
Alle attività principali si sono aggiunti negli anni servizi come quello di informazione bibliografica, attraverso il quale le biblioteche ricevono informazioni riguardanti i nuovi titoli usciti nei paesi di interesse; il servizio di Approval Plan, che fornisce una lista automatica di pubblicazioni conformi a un profilo concordato; e il servizio di Shelf Ready, con il quale il libro acquistato viene corredato degli elementi accessori quali etichette, sistemi antitaccheggio e timbri.

## Editoria digitale
Nel 2001 Casalini Libri inaugura Casalini Libri Digital Division, un progetto per lo sviluppo dell'editoria digitale in Italia e, successivamente, in Spagna. Dal 2011 i titoli di casalini Digital Division sono confluiti in Torrossa, una piattaforma attraverso la quale le biblioteche possono acquistare collezioni di ebook ed ejournal in maniera permanente o temporanea. Gli stessi titoli sono disponibili per l'acquisto da parte di privati su un sito gemello. Alla piattaforma aderiscono con i loro contenuti circa 180 editori, in prevalenza italiani e spagnoli.

## Attività editoriale
Casalini Libri, oltre all'esportazione di libri, periodici e dati bibliografici europei, svolge anche attività editoriale in proprio, realizzando bibliografie e testi di argomento biblioteconomico..